# نادي الفيوم
نادي الفيوم الرياضي هو نادي كرة قدم مصري مقره الفيوم يشارك حاليًا في الدوري المصري الدرجة الثانية هو أكثر نادي شعبية في الفيوم.